# Heinz Kosok
Heinz Kosok (* 21. März 1934 in Wilhelmshaven; † 7. März 2025 in Wuppertal) war ein deutscher Anglist und Hochschullehrer.

## Leben und Wirken
Heinz Kosok studierte Anglistik und Literaturwissenschaft an der Universität Marburg und promovierte dort 1961 mit einer Arbeit über Herman Melville. Nach längerer Tätigkeit als wissenschaftlicher Assistent an der dortigen Universität habilitierte er sich dort 1970 für das Fach Englische Philologie über den irischen Dramatiker Seán O’Casey. Nach kurzer Lehrtätigkeit an der Universität Stuttgart wurde Kosok 1972 ordentlicher Professor für Anglistik und Amerikanistik an der Bergischen Universität Wuppertal und wirkte dort bis zu seiner Emeritierung 1999. Er war in der Gründungszeit am Aufbau der Bergischen Universität und des Faches Anglistik beteiligt.
Von 1989 bis 1992 war Kosok Vorsitzender des Deutschen Anglistenverbands, bis 1995 dann stellvertretender Vorsitzender. Außerdem wirkte er in der Deutsch-Irischen Gesellschaft und der International Association for the Study of Irish Literature, deren Präsident er von 1982 bis 1985 war.
Kosok beschäftigte sich hauptsächlich mit der anglo-irischen Literatur. In einigen Publikationen beteiligte er sich auch an der literaturdidaktischen Diskussion zu der Frage, welche Kriterien sich eignen, um die Qualität von Literatur zu beurteilen, und welche Schlüsse sich daraus für den Literaturkanon an Schulen und Universitäten ziehen lassen. Er argumentiert, dass sechs Kriterien dafür in besonderer Weise relevant sind: „Complexity“, „Universality“, „Actuality“, „Originality“, „Authenticity“ und „Homogeneity“. Kosok illustriert an zahlreichen Beispielen aus der englischsprachigen Literatur, wie Werke, die diese Kriterien erfüllen, Schülerinnen und Schüler bzw. Studierende besonders ansprechen können.

## Veröffentlichungen (Auswahl)
- Die Bedeutung der Gothic novel für das Erzählwerk Herman Melvilles (= Britannica et Americana, Bd. 12). Cram, de Gruyter & Co., Hamburg 1963 (= Dissertation Universität Marburg).
- Seán O’Casey. Das dramatische Werk. Erich Schmidt, Berlin 1972, ISBN 3-503-00713-X (= Habilitationsschrift Universität Marburg) (engl. Übersetzung u. d. T.: ‘O’Casey the dramatist’, 1985).
- Lemuel Gullivers deutsche Kinder. Weltliteratur als Jugendbuch (= Wuppertaler Hochschulreden, Bd. 8). Hammer, Wuppertal 1976, ISBN 3-87294-208-5.
- (Hrsg.): Das englische Drama im 18. und 19. Jahrhundert. Interpretationen. Erich Schmidt, Berlin 1976, ISBN 3-503-00787-3.
- (Hrsg., mit Horst Prießnitz): Literaturen in englischer Sprache. Ein Überblick über englischsprachige Nationalliteraturen außerhalb Englands (= Schriftenreihe Literaturwissenschaft, Bd. 5). Bouvier, Bonn 1977, ISBN 3-416-01308-5.
- (Hrsg.): Drama und Theater im England des 20. Jahrhunderts (= Studienreihe Englisch, Bd. 24). Bagel, Düsseldorf 1980, ISBN 3-513-02284-0.
- (Hrsg.): Studies in Anglo-Irish Literature (= Wuppertaler Schriftenreihe Literatur, Bd. 19). Bouvier, Bonn 1982, ISBN 3-416-01642-4.
- (Hrsg., mit Wolfgang Zach): Literary interrelations. Ireland, England and the world. Drei Bände. Narr, Tübingen 1987.
- Geschichte der anglo-irischen Literatur. Erich Schmidt, Berlin 1990, ISBN 3-503-03004-2.
- Plays and playwrights from Ireland in international perspective (= Schriftenreihe Literaturwissenschaft, Bd. 28). WVT, Wiss. Verl. Trier, Trier 1995, ISBN 3-88476-172-2.
- Irish Literature and Irish Studies in Germany. In: Joachim Fischer u. a. (Hrsg.): Deutsch-irische Verbindungen. Geschichte – Literatur – Übersetzung (= Schriftenreihe Literaturwissenschaft, Bd. 42). WVT, Wiss. Verl. Trier, Trier 1998, S. 21–32, ISBN 3-88476-315-6.
- Jungs, sagte der Igel. Erinnerungen an das letzte Kriegsjahr. 2. Aufl.  (= Schriftenreihe Lebenserinnerungen, Bd. 25). Kovač, Hamburg 2001, ISBN 3-8300-0199-1.
- Die irische Kurzgeschichte im 20. Jahrhundert. In: Arno Löffler/Eberhard Späth (Hrsg.): Geschichte der englischen Kurzgeschichte (= UTB, Bd. 2662). Francke, Tübingen 2005, S. 246-271, ISBN 3-8252-2662-X.
- The Island behind the Island? Contemporary Ireland between Celtic Twilight and European Limelight. In: Bernd Lenz (Hrsg.): New Britain. Politics and culture (= Passauer Arbeiten zur Literatur- und Kulturwissenschaft, Bd. 3). Stutz, Passau 2006, S. 87–106, ISBN 978-3-88849-253-2.
- The theatre of war. The First World War in British and Irish drama. Palgrave Macmillan, Basingstoke 2007, ISBN 0-230-52568-X.
- Explorations in Irish literature (= Schriftenreihe Literaturwissenschaft, Bd. 80). WVT Wissenschaftlicher Verlag Trier, Trier 2008, ISBN 3-86821-003-2.
- The Emergence of Irish Drama in the Early Twentieth Century. In: Sibylle Baumbach u. a. (Hrsg.): A history of British drama. WVT Wissenschaftlicher Verl. Trier, Trier 2011, S. 251–266, ISBN 3-86821-333-3.
- Inszeniertes Irland. Geschichte des irischen Dramas und Theaters (= Schriftenreihe Literaturwissenschaft, Bd. 86). WVT, Wiss. Verl. Trier, Trier 2012, ISBN 978-3-86821-399-7.
- Achtundsechzig in der Provinz. Szenen aus einer deutschen Universität 1967–1972. Wissenschaftlicher Verlag Trier, Trier 2015, ISBN 978-3-86821-597-7.

Festschrift
- Jürgen Kamm (Hrsg.): Twentieth-century theatre and drama in English. Festschrift for Heinz Kosok on the occasion of his 65th birthday. WVT, Wiss. Verl. Trier, Trier 1999, ISBN 3-88476-333-4.